# 遼陽市
遼陽市（りょうよう-し）は、中華人民共和国遼寧省に位置する地級市。古代より遼東における中華帝国の中心であった軍事上の重要都市であり、また新興の工業都市である。

## 地理
省都瀋陽から車で1時間の距離にあり、遼河・太子河に臨む。東は本渓市、南から西は鞍山市と接する。

## 歴史
遼陽はかつて襄平と称し、この地方一帯を中国が支配する上での中心地となっていた。
戦国時代には燕の遼東郡の中心地だった。秦は遼東郡の郡治をここに置き、前漢・後漢の頃に領土が東へ拡大した時期は玄菟郡に属した。
404年、高句麗が襄平を占領し、遼東府と改名した。唐が高句麗を滅ぼし（唐の高句麗出兵）て置いた安東都護府は、後に所在地を平壌から襄平に移している。
遼代に遼陽と改名され、遼の副都（陪都）・東京遼陽府となった。遼の後の金も東京遼陽府を副都としている。この時期東京にいた皇族の烏禄は、第4代皇帝海陵王に反抗する勢力に擁立され海陵王を滅ぼし、第5代皇帝世宗として即位、遼陽に白塔などを建設した。
元は遼陽行中書省の治所を、明は遼東都司を、それぞれこの地に置いた。後金（後の清）は1622年、遼陽に遷都したが、遼陽は周囲の城壁が長いため守りにくく、また城内の漢人たちが反乱を起こす恐れがあるため郊外に新しい城壁都市デルギ・へチェン（dergi hecen、東京城）を築いた。3年後ムクデン（奉天）に遷都する際に木材や石材がムクデンに運び出され東京城は廃墟になっている。遼陽はその後、遼陽州と改称し、奉天を本拠とする盛京将軍（後の奉天省）の管轄下に置いた。
日露戦争では1904年8月から9月にかけて遼陽会戦の戦場となった。隣接する鞍山の製鉄業が盛んになると、農業や軽工業の盛んな遼陽は鞍山に食糧などを供給する役割を果たした。

## 行政区画
5市轄区・1県級市・1県を管轄する。
- 市轄区：
  - 文聖区・白塔区・宏偉区・太子河区・弓長嶺区
- 県級市：
  - 灯塔市
- 県：
  - 遼陽県

| 遼陽市の地図                                                        |
| ------------------------------------------------------------------- |
| 白塔区 文聖区 宏偉区 弓長嶺区 太子河区 遼陽県 （遼陽県飛地） 灯塔市 |

### 年表
この節の出典

#### 遼東省遼陽市
- 1949年10月1日 - 中華人民共和国遼東省遼陽市が発足。(1市)
- 1951年9月13日 - 一区から五区までの区が成立。(5区)
- 1954年6月19日 - 遼東省の分割により、遼寧省遼陽市となる。

#### 遼寧省遼陽市(第1次)
- 1955年1月30日 - 遼陽県の一部が分立し、六区が発足。(6区)
- 1956年3月9日 (2区)
  - 一区・二区が五区に編入。
  - 三区・四区が六区に編入。
- 1956年3月22日 - 五区・六区を廃止。(1市)
- 1958年2月15日 - 白塔区・武聖区・文聖区・襄平区・唐戸区が成立。(5区)
- 1958年9月 - 唐戸区が文聖区に編入。(4区)
- 1958年12月20日 - 遼陽市が鞍山市に編入。

#### 遼陽専区
- 1955年11月11日 - 遼陽県・海城県・営口県・蓋平県・復県・新金県・遼中県・台安県・盤山県・新民県を編入。遼陽専区が成立。(10県)
- 1956年3月 - 蓋平県の一部が営口県に編入。(10県)
- 1956年5月23日 - 鞍山市五区の一部が遼陽県・海城県に分割編入。(10県)
- 1956年6月22日 - 瀋陽市瀋陽県を編入。(11県)
- 1956年7月3日 - 撫順市章党区・撫西区の各一部が瀋陽県に編入。(11県)
- 1956年8月4日 - 瀋陽市東郊区が瀋陽県に編入。(11県)
- 1956年10月27日 - 営口県の一部が営口市郊区に編入。(11県)
- 1957年5月10日 - 営口県の一部が営口市郊区に編入。(11県)
- 1958年2月1日 - 営口県の一部が蓋平県に編入。(11県)
- 1958年5月 - 営口県の一部が営口市郊区に編入。(11県)
- 1958年9月 - 蓋平県の一部が復県に編入。(11県)
- 1958年12月20日 
  - 瀋陽県・遼中県・新民県・台安県が瀋陽市に編入。
  - 新金県・復県が旅大市に編入。
  - 遼陽県・海城県が鞍山市に編入。
  - 蓋平県・営口県・盤山県が営口市に編入。

#### 遼寧省遼陽市(第2次)
- 1965年12月27日 - 鞍山市遼陽市が地級市の遼陽市に昇格。白塔区・文聖区・襄平区が発足。(3区)
- 1968年6月16日 - 遼南専区遼陽県を編入。(3区1県)
- 1968年9月 - 襄平区が文聖区に編入。(2区1県)
- 1968年12月26日 - 遼陽県が分割され、灯塔区・沙嶺区・蘭家区が発足。(5区)
- 1978年4月13日 (6区)
  - 蘭家区の一部が分立し、宏偉区が発足。
  - 沙嶺区・蘭家区が合併し、首山区が発足。
  - 白塔区・文聖区の各一部が合併し、郊区が発足。
- 1980年4月15日 (4区2県)
  - 首山区の一部が分立し、遼陽県が発足。
  - 灯塔区が県制施行し、灯塔県となる。
  - 首山区の残部が郊区に編入。
- 1984年5月10日 - 遼陽県の一部が分立し、弓長嶺区が発足。(5区2県)
- 1984年6月7日 - 郊区が太子河区に改称。(5区2県)
- 1987年12月28日 - 太子河区の一部が宏偉区に編入。(5区2県)
- 1991年5月23日 - 太子河区の一部が宏偉区に編入。(5区2県)
- 1996年8月27日 - 灯塔県が市制施行し、灯塔市となる。(5区1市1県)
- 1999年6月16日 - 太子河区の一部が白塔区・文聖区に分割編入。(5区1市1県)
- 2004年9月11日 - 太子河区の一部が宏偉区に編入。(5区1市1県)
- 2009年10月18日 (5区1市1県)
  - 遼陽県の一部が宏偉区に編入。
  - 灯塔市の一部が太子河区に編入。

## 交通

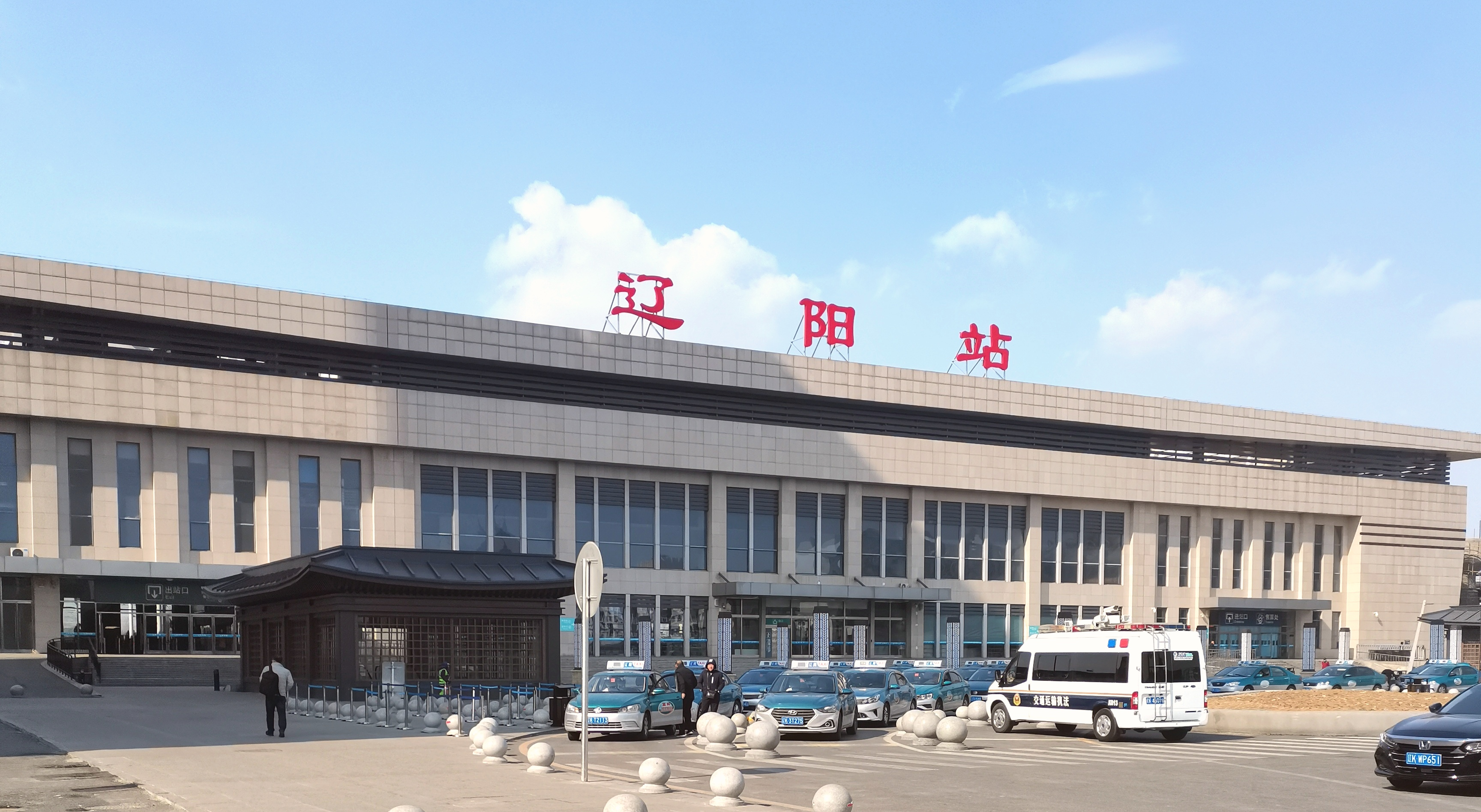
遼陽駅

### 鉄道
- 中国国家鉄路集団
  - 哈大旅客専用線
  - 瀋大線

- - 遼渓線

### 道路
- 高速道路
  -  瀋海高速道路 灯塔IC-（井泉SA）-遼陽北IC-遼陽IC-遼陽県IC
  -  遼中環状高速道路
  -  灯遼高速道路（中国語版）
- 国道
  -  G202国道

## 観光
- 遼代白塔 - 金の世宗が母のために建設した八角形の13層の塔。
- 東京城 - 文聖区東京陵街道新城村にある、後金の関外三都城のひとつの跡。
- 東京陵 - 後金のヌルハチ一族の陵墓。